# Стефані Пуй-Мун Ло
Стефані Пуй-Мун Ло (англ. Stephanie Pui-Mun Law; нар. 1976) — американська художниця та ілюстраторка, який переважно працює аквареллю та чиє мистецтво надихається та зображує сцени фентезі, іншого світу та сюрреалістичного. На неї також вплинуло мистецтво імпресіоністів, прерафаелітів і сюрреалістів, а також інших сучасних популярних митців фентезі.
Вона навчалася в Каліфорнійському університеті в Берклі, отримавши подвійний ступінь бакалавра образотворчого мистецтва та комп'ютерних наук. Зараз вона проживає в Окленді, Каліфорнія.

## Кар'єра
Роботу Лоу використала Wizards of the Coast в продуктах для своєї кампанії Забуті Королівства, а також своєї колекційної карткової гри magic: The Gathering. Її робота займає важливе місце в лінійці рольових ігор Blue Rose від Green Ronin Publishing.
Її роботи з'явилися в трьох книгах Девіда Річа («Мистецтво фей», «Світ фей та акварельні феї»), а також вона створила обкладинки для кількох книг Кетрін Азаро, опублікованих Luna Books (філія Harlequin Enterprises). Вона створила обкладинку для «Молодий Аркан і сад Лок» Метью Р. Мілсона. Вона також є авторкою підручника «Пейзажі мрій: створення аквареллю чарівних світів ангелів, фей та русалок», виданого Impact Books.
Портфоліо опублікованих робіт і список клієнтів Ло також включає Білого Вовка (Changeling: The Lost), Precedence Entertainment (колекційна карткова гра Колесо часу, колекційна карткова гра Rifts), HarperCollins (обкладинки для The Demon Child Trilogy Дженніфер Феллон), журналу Царини фантазії, Польовий путівник Майкла Свонвіка по мезозойській мегафауні Майкла Свонвіка та опублікований Tachyon Publications, Carus Publishing Company (відомий своїми журналами для читачів початкової/молодшої школи/середньої школи, такими як «Cricket» і «Cicada»), Elemental Designer Games (колекційна карткова гра ChessMage), Skotos (рольова гра Castle Marrach), Alderac Entertainment Group (колекційні карткові ігри Польовий командир, Seventh Sea та Legend of the Five Rings), Talislanta та Black Knight Games.

## Нагороди
У ENnies 2002 року вона розділила номінацію на «Найкраще мистецтво інтер'єру» за свою роботу в книзі Bastion Press «Заклинання та магія». У 2005 ENnies її обкладинка для рольової гри Blue Rose отримала срібну нагороду.